# Fortunato Pereira Gamba
Fortunato Pereira Gamba (* 1866 in Bogotá; † 1936) war ein kolumbianischer Ingenieur und Professor.
Pereira Gamba wuchs in einer wohlhabenden Familie auf und studierte Bergbauingenieurwesen (ingeniero civil de minas). Er gründete 1902 den Boletín Industrial, Organ seiner Handels- und Importgesellschaft Pereira Gamba y Cia. Zusammen mit José Rafael Sañudo und Benjamín Belalcázar gründete er 1904 die Universidad de Nariño und wurde zum Rektor der Facultad de Matemáticas e Ingeniería der Universidad de Nariño ernannt.
Pereira Gamba war überzeugt, dass der Fortschritt Kolumbiens von der Technik abhängt; darüber veröffentlichte er einige Bücher.